# Торре, Витторио
Витторио Торре (итал. Vittorio Torre; ? — 16 января 1921, Турин) — итальянский шахматист, проблемист.

## Биография
Витторио Торре родился в Турине, где впоследствии работал учителем.
В 1895 году стал неофициальным чемпионом Италии (и чемпионом Турина), победив в 6-м республиканском турнире Беньямино Вергани.
В 1900 году, играя черными фигурами, потерпел поражение от Франческо Аббадесса в двух партиях.
28 ноября 1909 года принял участие в сеансе одновременной игры гроссмейстера Олдржиха Дураса на 20 досках. Игра проводилась в Триесте. Также принял участие в сеансе одновременной игры с Карлом Шлехтером на 19 досках, в том же Триесте в 1910 году.
Скончался 16 января 1921 года в Турине.